# Montagnac-d'Auberoche
Pour les articles homonymes, voir Montagnac.
Montagnac-d'Auberoche est une commune française située dans le département de la Dordogne, en région Nouvelle-Aquitaine.

## Géographie

### Généralités
Incluse dans l'aire d'attraction de Périgueux, la commune de Montagnac-d'Auberoche se situe en Périgord central, en rive droite de l'Auvézère, sur les hauteurs calcaires du secondaire et gréseuses du Pléistocène. Elle s'étend sur 10,02 km2.
Le village, implanté sur une ligne de crête et à  l'écart des routes principales, se situe, en distances orthodromiques, dix kilomètres à l'ouest-nord-ouest de Thenon et dix-neuf kilomètres à l'est de Périgueux.
La commune n'est desservie par aucune route départementale, les accès principaux s'effectuant en dehors du territoire communal, à partir de la route départementale 68 à l'est ou au nord-est (commune de Brouchaud), ou encore la D5E7 au nord (sur la commune de Cubjac).

### Communes limitrophes
Montagnac-d'Auberoche est limitrophe de quatre autres communes.
|                        | Cubjac-Auvézère-Val d'Ans | Brouchaud |
| Bassillac et Auberoche | Montagnac-d'Auberoche     |           |
|                        | Limeyrat                  |           |

### Géologie et relief

#### Géologie
Situé sur la plaque nord du Bassin aquitain et bordé à son extrémité nord-est par une frange du Massif central, le département de la Dordogne présente une grande diversité géologique. Les terrains sont disposés en profondeur en strates régulières, témoins d'une sédimentation sur cette ancienne plate-forme marine. Le département peut ainsi être découpé sur le plan géologique en quatre gradins différenciés selon leur âge géologique. Montagnac-d'Auberoche est située dans le deuxième gradin à partir du nord-est, un plateau formé de roches calcaires très dures du Jurassique que la mer a déposées par sédimentation chimique carbonatée, en bancs épais et massifs.
Elle est à la fois dans le causse de Cubjac et le causse de Thenon, qui, avec le causse de Savignac, forment un ensemble de collines karstifiées dans les calcaires liasiques et jurassiques à l'est de Périgueux jusqu'à Excideuil et Thenon, d'environ 30 km N-S et 15 km O-E, coupé par les vallées de l'Isle, de l'Auvézère et de la Loue.
Les couches affleurantes sur le territoire communal sont constituées de formations superficielles du Quaternaire et de roches sédimentaires datant pour certaines du Cénozoïque, et pour d'autres du Mésozoïque. La formation la plus ancienne, notée j2-3(Bz), date du Bajocien moyen au Bathonien inférieur, composée de calcaires micritiques et sublithographiques à oncolithes et de stromatolithes en alternance avec des niveaux de marnes noires en bancs réguliers. La formation la plus récente, notée CFp, fait partie des formations superficielles de type colluvions indifférenciées de versant, de vallon et plateaux issues d'alluvions, molasses, altérites. Le descriptif de ces couches est détaillé dans  les feuilles « no 759 - Périgueux (est) » et « no 783 - Thenon » de la carte géologique au 1/50 000 de la France métropolitaine, et leurs notices associées,.

Carte géologique de Montagnac-d'Auberoche.

#### Relief et paysages
Le département de la Dordogne se présente comme un vaste plateau incliné du nord-est (491 m, à la forêt de Vieillecour dans le Nontronnais, à Saint-Pierre-de-Frugie) au sud-ouest (2 m à Lamothe-Montravel). L'altitude du territoire communal varie quant à elle entre 128 m au nord-ouest, au lieu-dit les Quatre Paroisses, en limite de Blis-et-Born et Cubjac et 255 m au nord-ouest du bourg de Montagnac-d'Auberoche, au lieu-dit Balaurand,.
Dans le cadre de la Convention européenne du paysage entrée en vigueur en France le 1er juillet 2006, renforcée par la loi du 8 août 2016 pour la reconquête de la biodiversité, de la nature et des paysages, un atlas des paysages de la Dordogne a été élaboré sous maîtrise d’ouvrage de l’État et publié en octobre 2020. Les paysages du département s'organisent en huit unités paysagères et 14 sous-unités. La commune fait partie du Périgord central, un paysage vallonné, aux horizons limités par de nombreux bois, plus ou moins denses, parsemés de prairies et de petits champs.
La superficie cadastrale de la commune publiée par l'Insee, qui sert de référence dans toutes les statistiques, est de 10,02 km2,,. La superficie géographique, issue de la BD Topo, composante du Référentiel à grande échelle produit par l'IGN, est quant à elle de 10,25 km2.

### Hydrographie

#### Réseau hydrographique
La commune est située dans le bassin de la Dordogne au sein du Bassin Adour-Garonne. Aucun cours d'eau permanent n'est répertorié sur la commune,.

#### Gestion et qualité des eaux
Bien qu'aucun cours d'eau ne baigne la commune, celle-ci est néanmoins couverte par le schéma d'aménagement et de gestion des eaux (SAGE) « Isle - Dronne » pour les eaux de ruissellement et les eaux souterraines. Le SAGE « Isle - Dronne », dont le territoire regroupe les bassins versants de l'Isle et de la Dronne, d'une superficie de 7 500 km2, a été approuvé le 2 août 2021. La structure porteuse de l'élaboration et de la mise en œuvre est l'établissement public territorial de bassin de la Dordogne (EPIDOR). Ils définissent chacun sur leur territoire les objectifs généraux d’utilisation, de mise en valeur et de protection quantitative et qualitative des ressources en eau superficielle et souterraine, en respect des objectifs de qualité définis dans le troisième SDAGE  du Bassin Adour-Garonne qui couvre la période 2022-2027, approuvé le 10 mars 2022.

### Climat
Pour des articles plus généraux, voir Climat de la Nouvelle-Aquitaine et Climat de la Dordogne.
En 2010, le climat de la commune est de type climat océanique altéré, selon une étude s'appuyant sur une série de données couvrant la période 1971-2000. En 2020, Météo-France publie une typologie des climats de la France métropolitaine dans laquelle la commune est toujours exposée à un climat océanique altéré et est dans une zone de transition entre les régions climatiques « Aquitaine, Gascogne » et « Ouest et nord-ouest du Massif Central ». La première est caractérisée par une pluviométrie abondante au printemps, modérée en automne, un faible ensoleillement au printemps, un été chaud (19,5 °C), des vents faibles, des brouillards fréquents en automne et en hiver et des orages fréquents en été (15 à 20 jours).  La seconde présente une pluviométrie annuelle de 900 à 1 500 mm, maximale en automne et en hiver.
Pour la période 1971-2000, la température annuelle moyenne est de 12 °C, avec  une amplitude thermique annuelle de 15,2 °C. Le cumul annuel moyen de précipitations est de 956 mm, avec 12,5 jours de précipitations en janvier et 7,1 jours en juillet. Pour la période 1991-2020, la température moyenne annuelle observée sur la station météorologique la plus proche, située sur la commune de Bassillac et Auberoche à 8 km à vol d'oiseau, est de 13,1 °C et le cumul annuel moyen de précipitations est de 480,0 mm. Pour l'avenir, les paramètres climatiques de la commune estimés pour 2050 selon différents scénarios d’émission de gaz à effet de serre sont consultables sur un site dédié publié par Météo-France en novembre 2022.

## Urbanisme

### Typologie
Au 1er janvier 2024, Montagnac-d'Auberoche est catégorisée commune rurale à habitat très dispersé, selon la nouvelle grille communale de densité à 7 niveaux définie par l'Insee en 2022.
Elle est située hors unité urbaine. Par ailleurs la commune fait partie de l'aire d'attraction de Périgueux, dont elle est une commune de la couronne,. Cette aire, qui regroupe 49 communes, est catégorisée dans les aires de 50 000 à moins de 200 000 habitants,.

### Occupation des sols
L'occupation des sols de la commune, telle qu'elle ressort de la base de données européenne d’occupation biophysique des sols Corine Land Cover (CLC), est marquée par l'importance des forêts et milieux semi-naturels (69,9 % en 2018), en diminution par rapport à 1990 (72,6 %). La répartition détaillée en 2018 est la suivante : 
forêts (69,9 %), zones agricoles hétérogènes (30 %). L'évolution de l’occupation des sols de la commune et de ses infrastructures peut être observée sur les différentes représentations cartographiques du territoire : la carte de Cassini (XVIIIe siècle), la carte d'état-major (1820-1866) et les cartes ou photos aériennes de l'IGN pour la période actuelle (1950 à aujourd'hui).

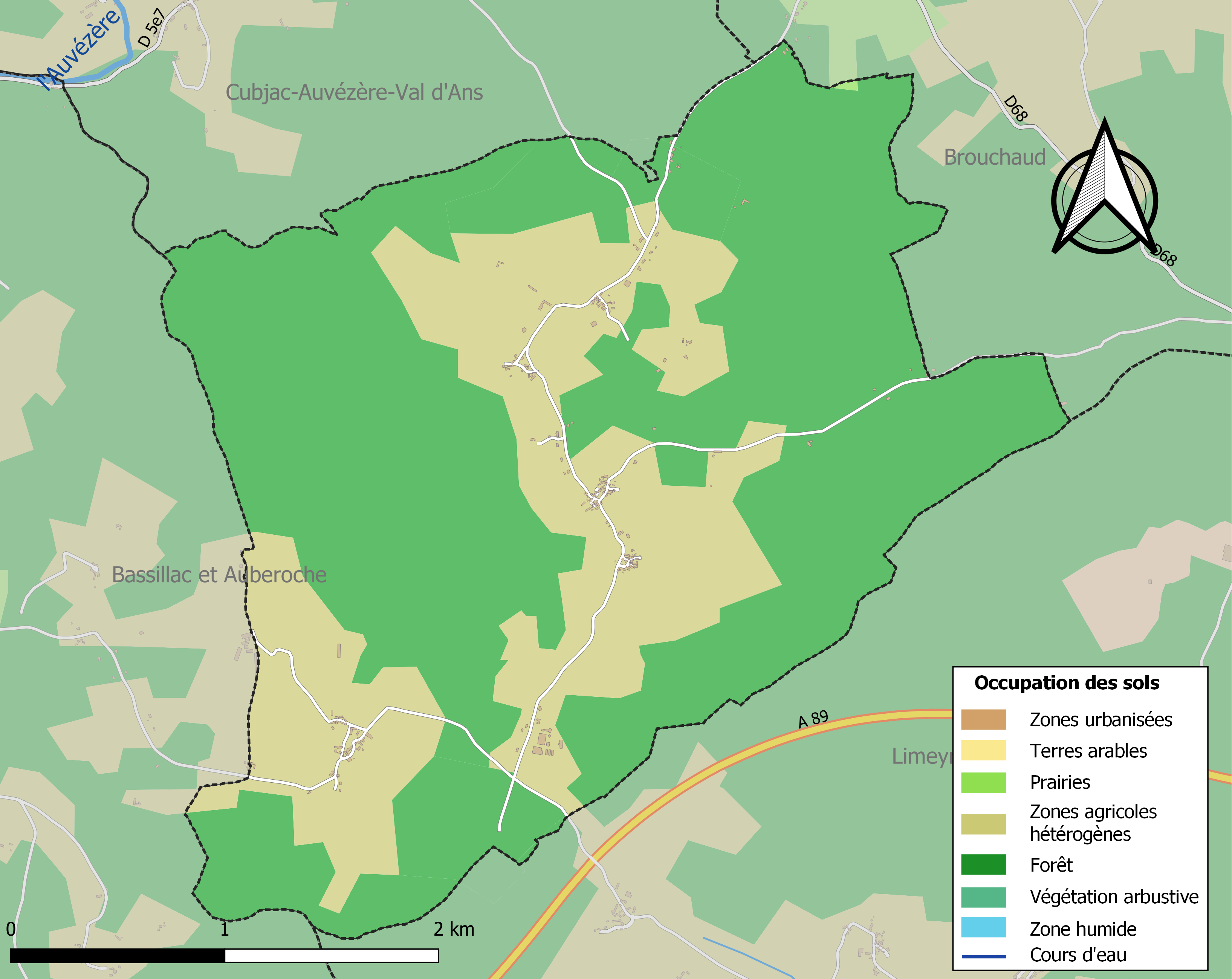
Carte des infrastructures et de l'occupation des sols de la commune en 2018 (CLC).

### Villages, hameaux et lieux-dits
Outre le bourg de Montagnac-d'Auberoche proprement dit, la commune se compose d'autres villages ou hameaux, ainsi que de lieux-dits :
- les Baisses
- Balaurand
- les Barris
- las Baylias
- Bellevue
- les Bois de Bouilhems
- Bouilhems
- la Chatelle
- le Claud
- les Faucons
- Lamaye
- la Libertie
- Métairie-Basse
- la Miranderie
- Pièces Molles
- les Quatre Chemins
- Seylhiac
- la Trémouille
- les Trois Luguets
- aux Vignaux
- les Vignes du Vieux.

### Prévention des risques
Le territoire de la commune de Montagnac-d'Auberoche est vulnérable à différents aléas naturels : météorologiques (tempête, orage, neige, grand froid, canicule ou sécheresse), feux de forêts, mouvements de terrains et séisme (sismicité très faible). Un site publié par le BRGM permet d'évaluer simplement et rapidement les risques d'un bien localisé soit par son adresse soit par le numéro de sa parcelle.
Montagnac-d'Auberoche est exposée au risque de feu de forêt. L’arrêté préfectoral du 14 mars 2013 fixe les conditions de pratique des incinérations et de brûlage dans un objectif de réduire le risque de départs d’incendie. À ce titre, des périodes sont déterminées : interdiction totale du 15 février au 15 mai et du 15 juin au 15 octobre, utilisation réglementée du 16 mai au 14 juin et du 16 octobre au 14 février. En septembre 2020, un plan inter-départemental de protection des forêts contre les incendies (PidPFCI) a été adopté pour la période 2019-2029,.

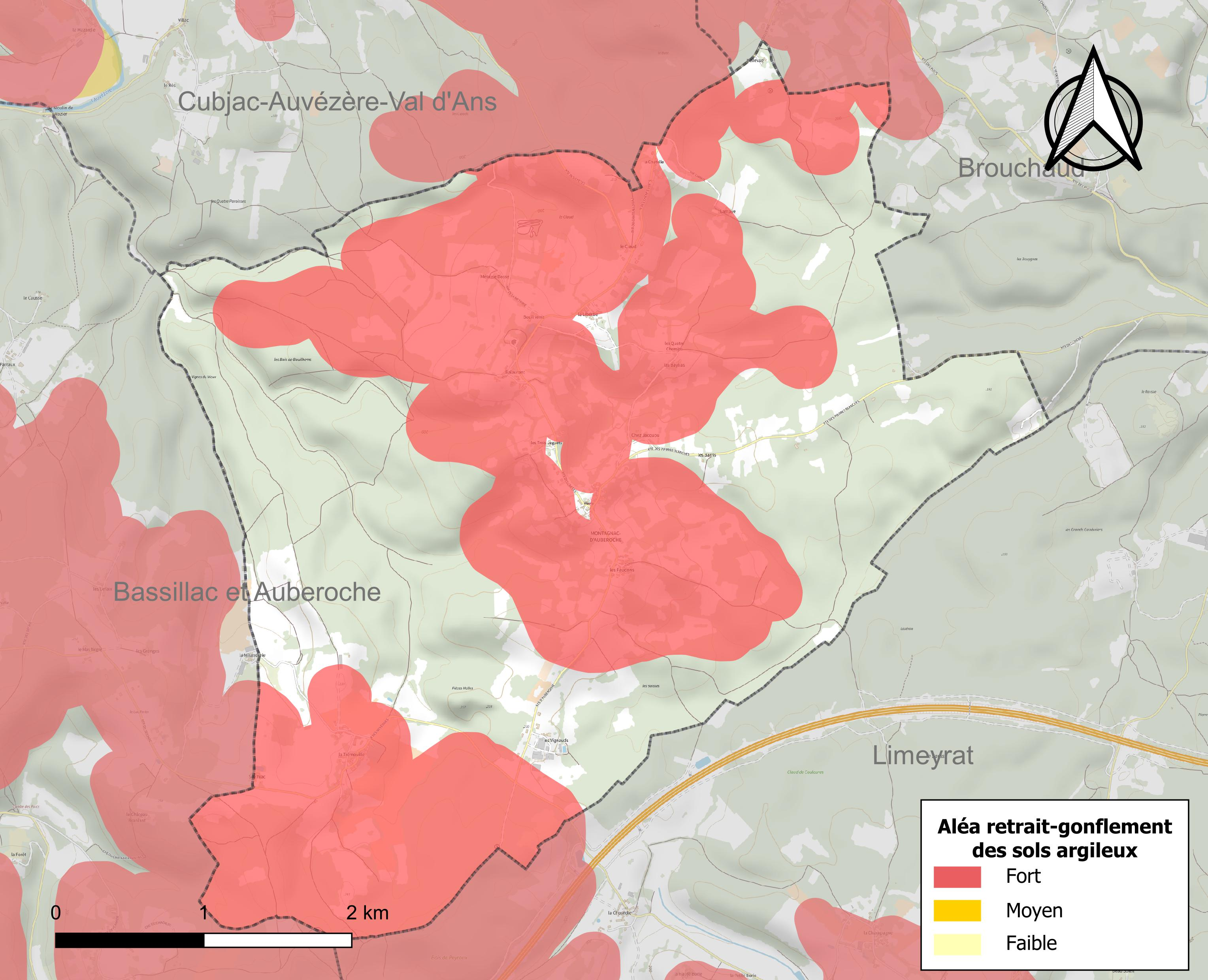
Carte des zones d'aléa retrait-gonflement des sols argileux de Montagnac-d'Auberoche.

Les mouvements de terrains susceptibles de se produire sur la commune sont des tassements différentiels. Le retrait-gonflement des sols argileux est susceptible d'engendrer des dommages importants aux bâtiments en cas d’alternance de périodes de sécheresse et de pluie. 54,4 % de la superficie communale est en aléa moyen ou fort (58,6 % au niveau départemental et 48,5 % au niveau national métropolitain). Depuis le 1er octobre 2020, en application de la loi ÉLAN, différentes contraintes s'imposent aux vendeurs, maîtres d'ouvrages ou constructeurs de biens situés dans une zone classée en aléa moyen ou fort,.
La commune a été reconnue en état de catastrophe naturelle au titre des dommages causés par les inondations et coulées de boue survenues en 1982 et 1999, par la sécheresse en 1992 et 2011 et par des mouvements de terrain en 1999.

## Toponymie
La commune tire son nom de Montanius, nom d'un personnage gallo-roman, suivi du suffixe -acum, indiquant le « domaine de Montanius ».
En occitan limousin, la commune porte le nom de Montanhac d'Auba Ròcha.

## Histoire
L'église Saint-Marc a été construite à l'époque romane.
La première mention écrite du lieu remonte au XIIIe siècle sous la forme Montanhacum. À cette même période, un pouillé mentionne une autre église au lieu-dit la Vayssière.
Envisagée en 2018, la fusion avec la commune nouvelle de Bassillac et Auberoche ne se fait pas.

## Politique et administration

### Rattachements administratifs et électoraux
La commune de Montagnac-d'Auberoche (appelée initialement Montagnac) est rattachée, dès 1790, au canton de Cubjac qui dépendait du district d'Excideuil jusqu'en 1795, date de suppression des districts. Lorsque ce canton est supprimé par la loi du 8 pluviôse an IX (28 janvier 1801)  portant sur la « réduction du nombre de justices de paix », la commune est rattachée au canton de Thenon dépendant de l'arrondissement de Périgueux.
Dans le cadre de la réforme de 2014 définie par le décret du 21 février 2014, ce canton disparaît aux élections départementales de mars 2015. La commune est alors rattachée au canton du Haut-Périgord Noir, dont le territoire est partagé entre les arrondissements de Périgueux et de Sarlat-la-Canéda.
En 2017, Montagnac-d'Auberoche est rattachée à l'arrondissement de Sarlat-la-Canéda,.

### Intercommunalité
Au 1er janvier 2003, Montagnac-d'Auberoche intègre dès sa création la communauté de communes Causses et Vézère. Celle-ci disparaît le 31 décembre 2013, remplacée au 1er janvier 2014 par une nouvelle intercommunalité élargie, la communauté de communes du Terrassonnais en Périgord noir Thenon Hautefort, renommée communauté de communes Terrassonnais Haut Périgord Noir en octobre 2021.

### Administration municipale
La population de la commune étant comprise entre 100 et 499 habitants au recensement de 2017, onze conseillers municipaux ont été élus en 2020,.

### Liste des maires

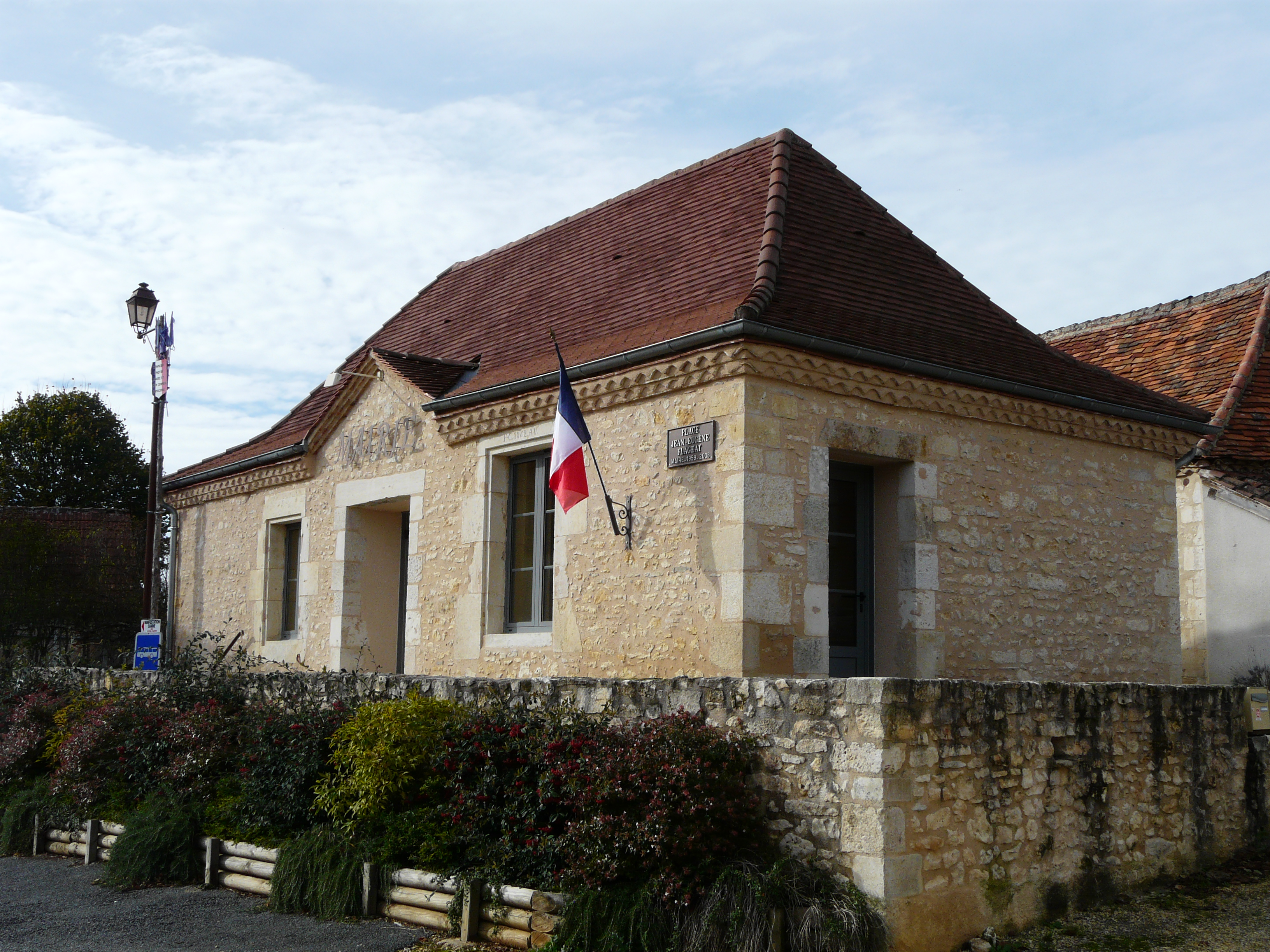
La mairie.

| Période                                  | Période    | Identité                | Étiquette | Qualité             |
| ---------------------------------------- | ---------- | ----------------------- | --------- | ------------------- |
| Les données manquantes sont à compléter. |            |                         |           |                     |
|                                          |            |                         |           |                     |
| (1952 ou avant)                          | mars 1959  | (Jean) Michel Béthoulet |           |                     |
| mars 1959                                | mars 2008  | Jean (Eugène) Flageat   |           | Exploitant agricole |
| mars 2008                                | avril 2014 | Gérard Devaux           | DVD       | Retraité            |
| avril 2014 (réélue en mai 2020)          | En cours   | Alexandra Dumas         |           |                     |

## Équipements et services publics

### Enseignement
Début 2015, Montagnac-d'Auberoche, n'ayant plus d'école, est rattachée au regroupement pédagogique intercommunal (RPI) des communes de Blis-et-Born, Cubjac et Le Change au niveau des classes de primaire.
Le Change accueille les enfants en petite et moyenne sections de maternelle ; Cubjac s'occupe de la grande section, du cours préparatoire et du cours élémentaire (CE1 et CE2) ; Blis-et-Born gère le cours moyen (CM1 et CM2).

### Justice
Dans le domaine judiciaire, Montagnac-d'Auberoche relève : 
- du tribunal judiciaire, du tribunal pour enfants, du conseil de prud'hommes et du tribunal de commerce de Périgueux ;
- du pôle Nationalité du tribunal judiciaire de Périgueux (compétent uniquement dans le domaine de la nationalité) ;
- de la cour d'appel, du tribunal administratif et de la  cour administrative d'appel de Bordeaux.

## Population et société

### Démographie
Les habitants de la commune se nomment les Montagnacois.
L'évolution du nombre d'habitants est connue à travers les recensements de la population effectués dans la commune depuis 1793. Pour les communes de moins de 10 000 habitants, une enquête de recensement portant sur toute la population est réalisée tous les cinq ans, les populations de référence des années intermédiaires étant quant à elles estimées par interpolation ou extrapolation. Pour la commune, le premier recensement exhaustif entrant dans le cadre du nouveau dispositif a été réalisé en 2004.

En 2022, la commune comptait 137 habitants, en évolution de −8,67 % par rapport à 2016 (Dordogne : +0,37 %, France hors Mayotte : +2,11 %).
| 1793 | 1800 | 1806 | 1821 | 1831 | 1836 | 1841 | 1846 | 1851 |
| ---- | ---- | ---- | ---- | ---- | ---- | ---- | ---- | ---- |
| 380  | 262  | 327  | 458  | 379  | 416  | 422  | 508  | 512  |

| 1856 | 1861 | 1866 | 1872 | 1876 | 1881 | 1886 | 1891 | 1896 |
| ---- | ---- | ---- | ---- | ---- | ---- | ---- | ---- | ---- |
| 406  | 473  | 358  | 354  | 368  | 338  | 318  | 272  | 227  |

| 1901 | 1906 | 1911 | 1921 | 1926 | 1931 | 1936 | 1946 | 1954 |
| ---- | ---- | ---- | ---- | ---- | ---- | ---- | ---- | ---- |
| 225  | 223  | 235  | 209  | 220  | 188  | 195  | 178  | 155  |

| 1962 | 1968 | 1975 | 1982 | 1990 | 1999 | 2004 | 2006 | 2009 |
| ---- | ---- | ---- | ---- | ---- | ---- | ---- | ---- | ---- |
| 130  | 102  | 96   | 99   | 111  | 105  | 118  | 122  | 140  |

| 2014 | 2019 | 2022 | - | - | - | - | - | - |
| ---- | ---- | ---- | - | - | - | - | - | - |
| 145  | 137  | 137  | - | - | - | - | - | - |

## Économie

### Emploi
En 2015, parmi la population communale comprise entre 15 et 64 ans, les actifs représentent soixante-quatre personnes, soit 43,5 % de la population municipale. Le nombre de chômeurs (six) a augmenté par rapport à 2010 (cinq) et le taux de chômage de cette population active s'établit à 9,5 %.

### Établissements
Au 31 décembre 2015, la commune compte treize établissements, dont six dans l'agriculture, la sylviculture ou la pêche, quatre au niveau des commerces, transports ou services, un dans la construction, un dans l'industrie, et un relatif au secteur administratif.

### La pierre de Montagnac
Début 2025, l'Institut national de la propriété industrielle a homologué en tant qu'indication géographique la « pierre de Limeyrat » dont le gisement « s'étend sur une vingtaine de communes » et comprend notamment « la pierre de Brouchaud, celles de Thenon, d'Auberoche, de Montagnac ».

## Culture locale et patrimoine

### Lieux et monuments
- Église Saint-Marc, XIIe, XIVe et XVe siècles, avec clocher-mur, inscrite en 1981 au titre des monuments historiques[62]. Les murs intérieurs sont revêtus de plusieurs litres funéraires. D'anciennes pierres tombales sont visibles à l'extérieur de l'église.
- Château de Balaurand[63].
- Château Bouilhen du XIXe siècle sur le site d'un ancien repaire[64].
- Château de Ceyliac (ou de Seylhiac), mentionné en 1745[65].
- Le monument aux morts dédié aux 86 maîtres d'écoles du département morts lors de la Seconde Guerre mondiale, se trouve dans un bois près de la Miranderie[66]. Érigée en 1921 à l'École normale des garçons de Périgueux, cette œuvre du sculpteur périgourdin Adolphe Rivet[67] a disparu en 1966, lors de la démolition de l'établissement, et n'a été « retrouvée » qu'en 2011[66],[68].

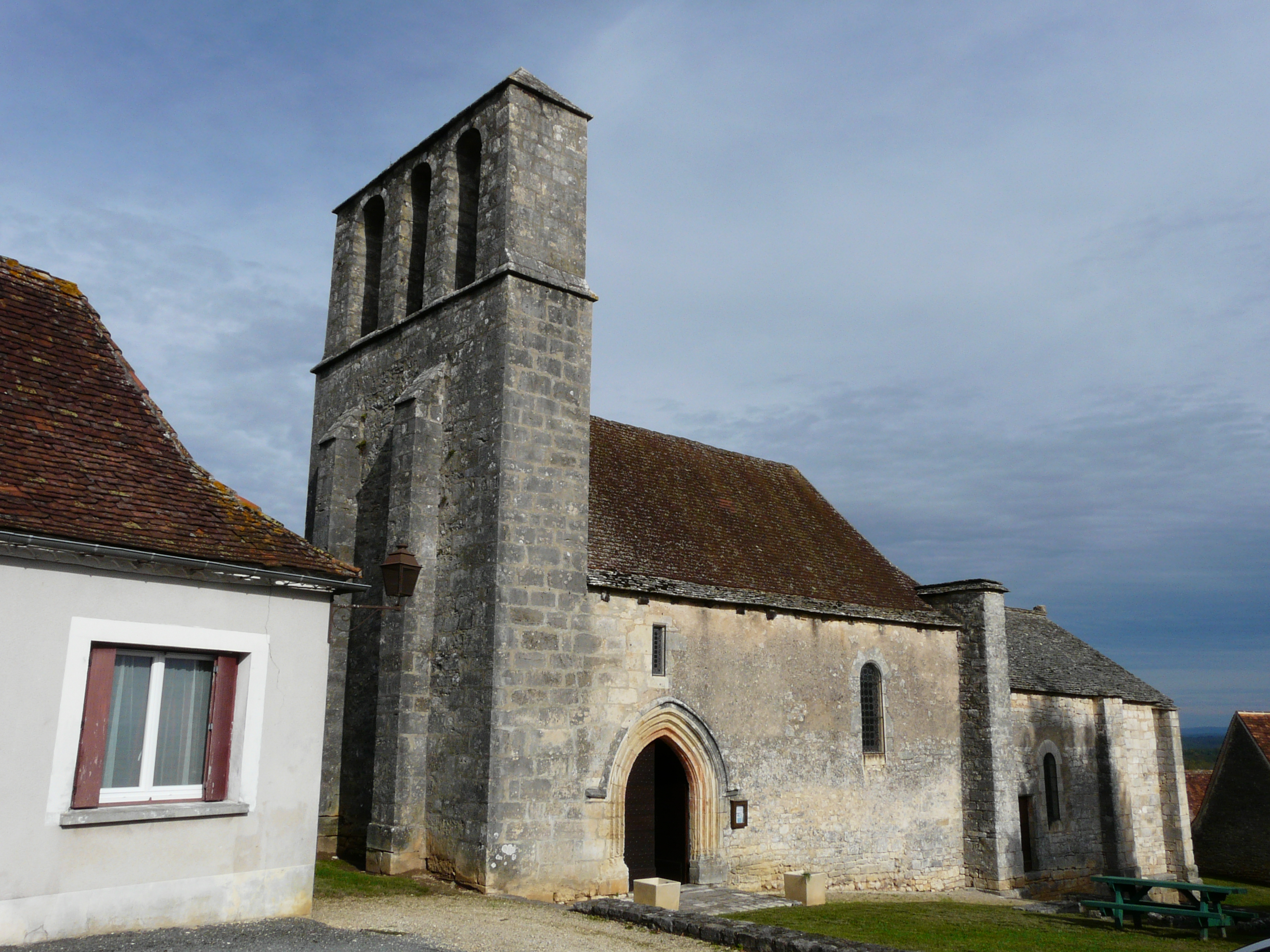
L'église Saint-Marc.
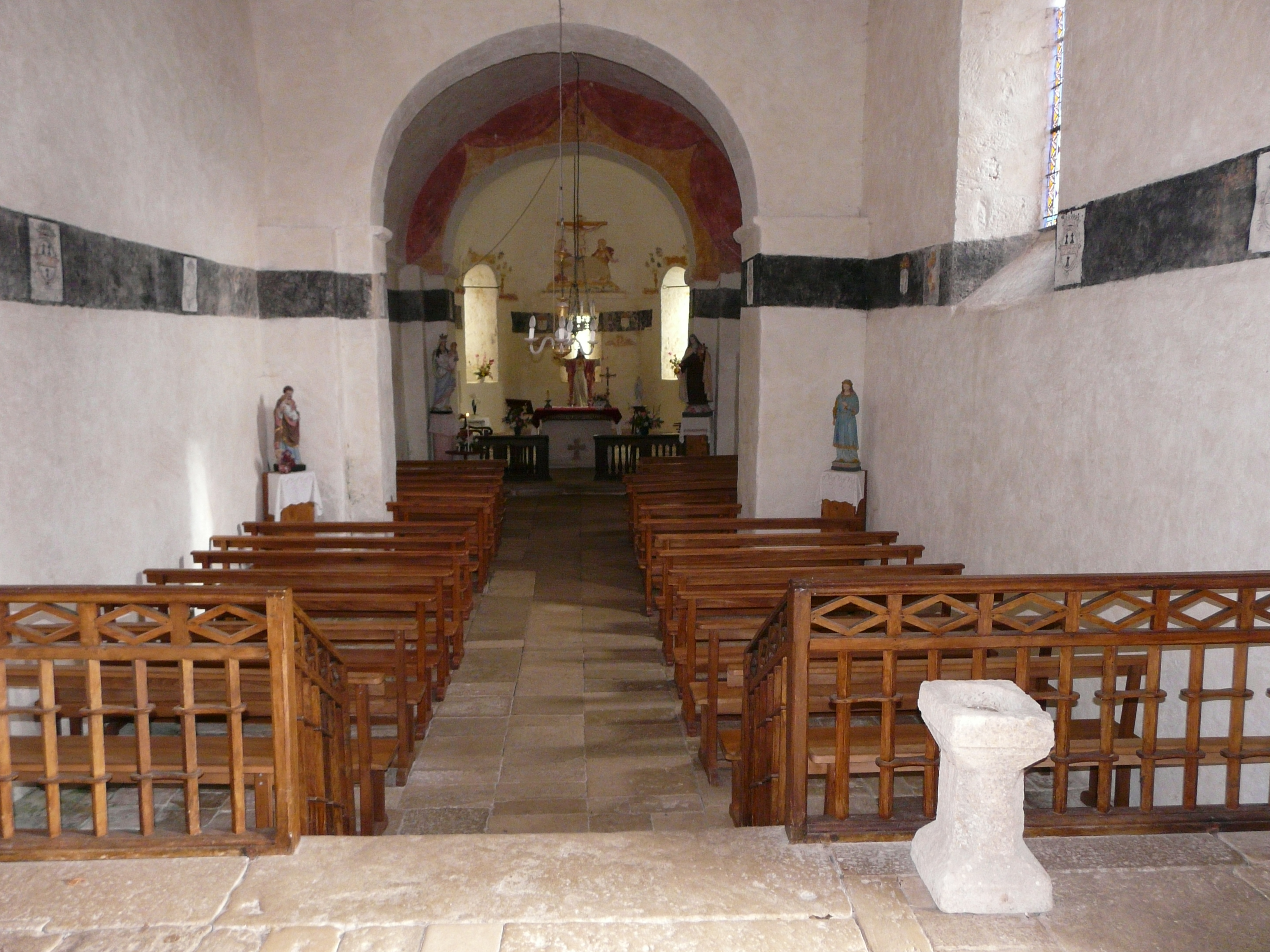
Sa nef.
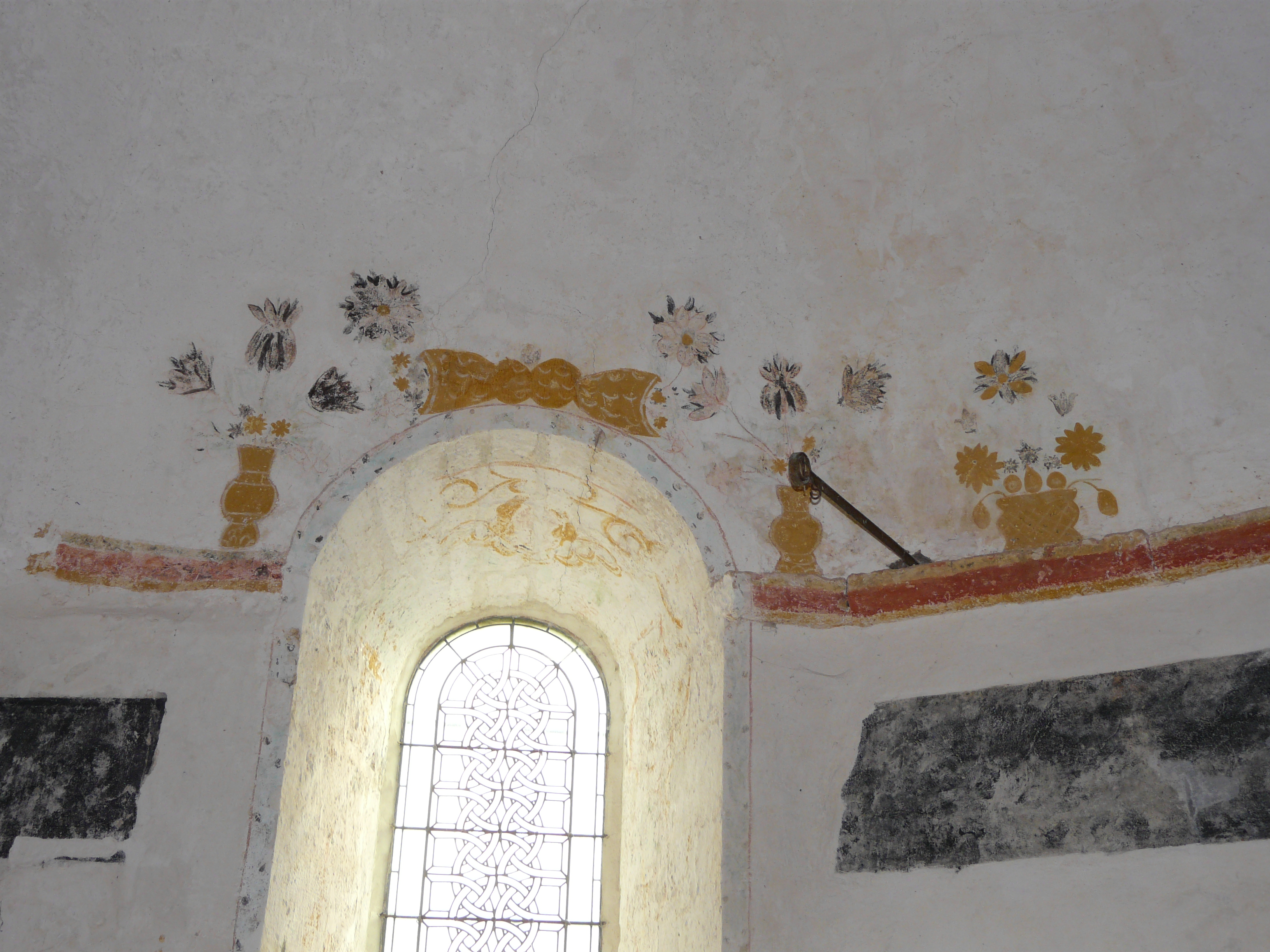
Peintures à l'intérieur de l'église.
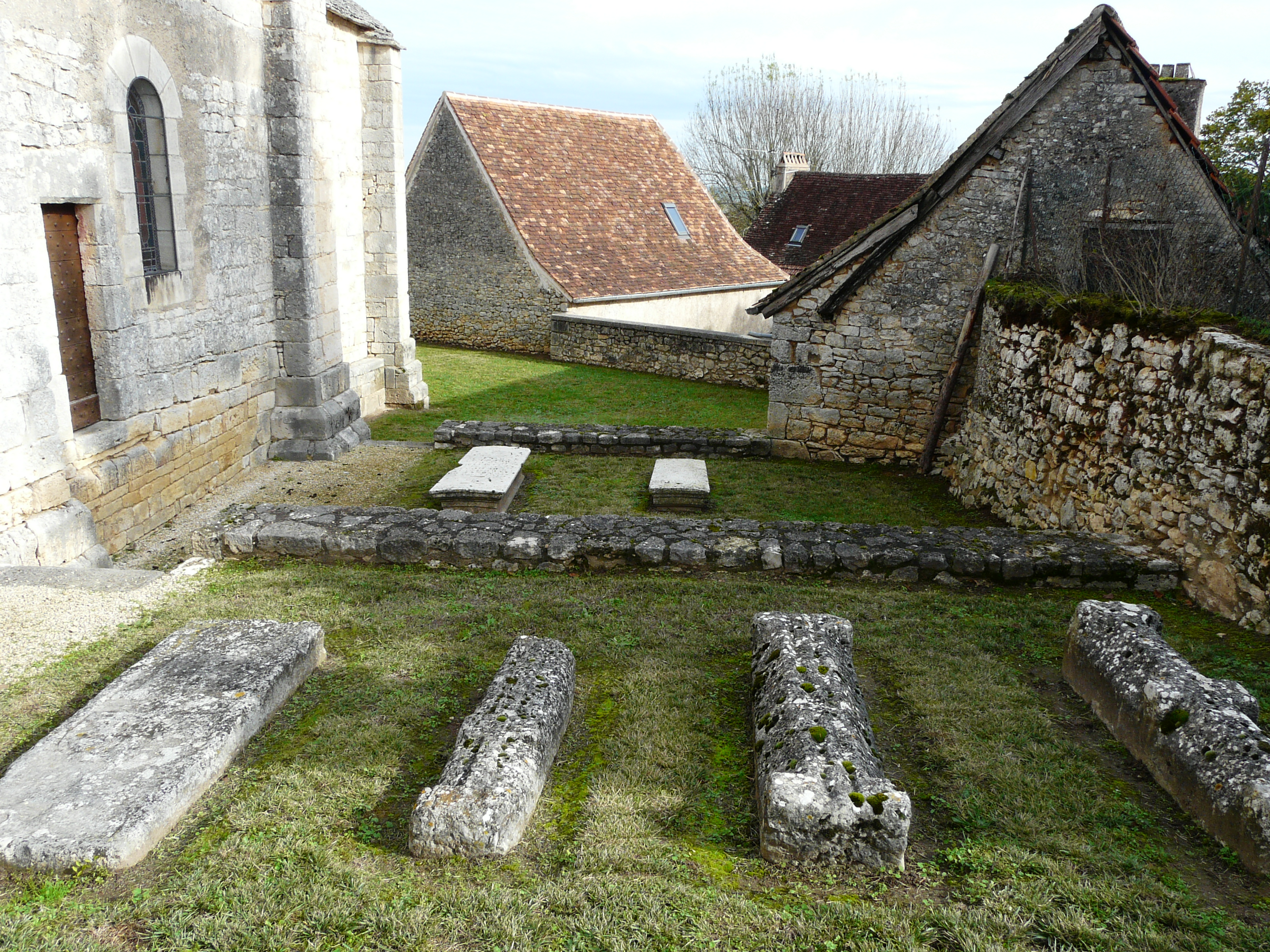
Tombes anciennes à côté de l'église.
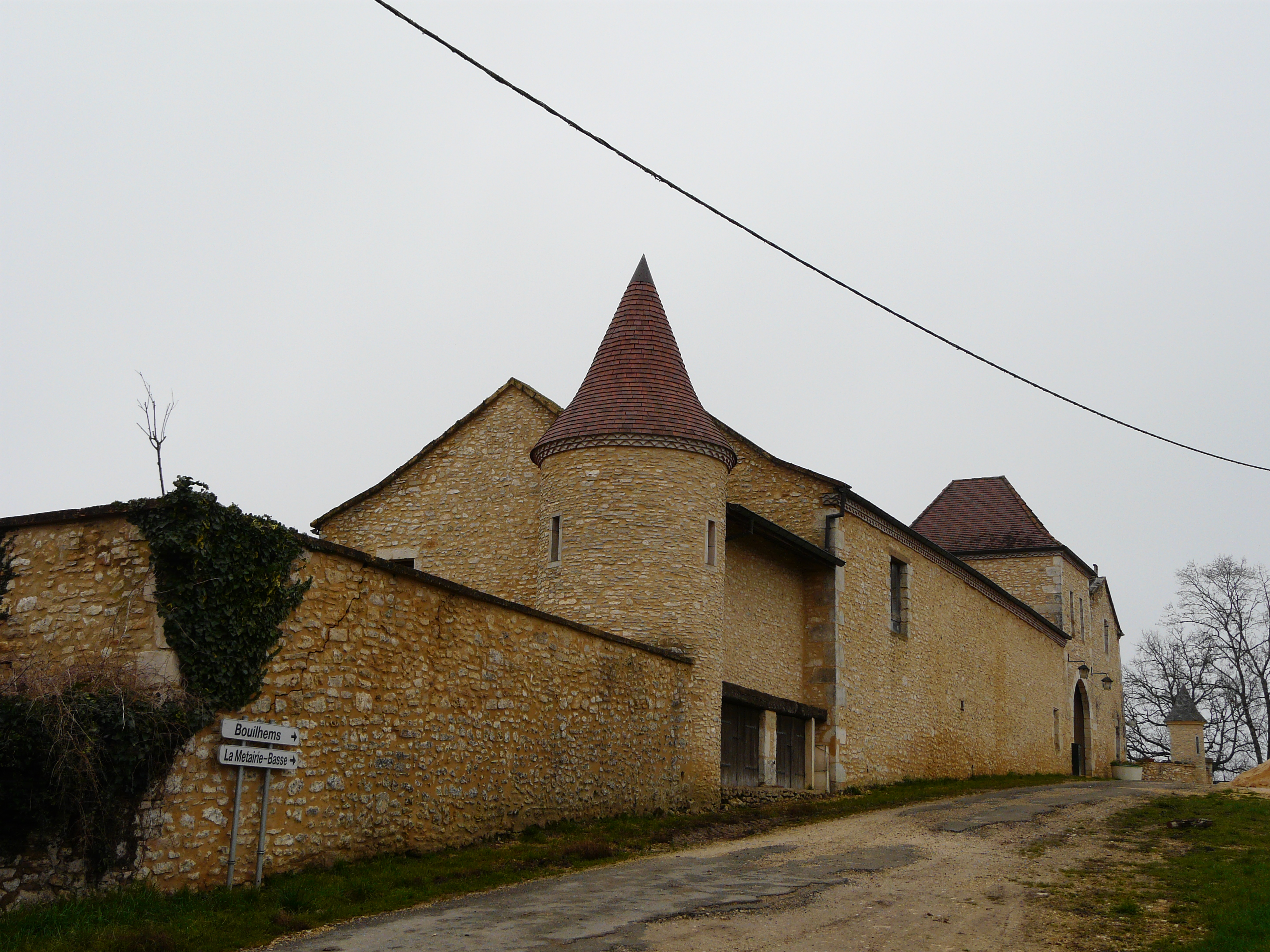
Le château Bouilhen.

### Patrimoine naturel
À l'est et au nord-est, une importante portion d'environ 40 % du territoire communal fait partie du causse de Thenon qui s'étend également sur six autres communes. Cette zone calcaire boisée remarquable pour sa flore spécifique est classée comme zone naturelle d'intérêt écologique, faunistique et floristique (ZNIEFF) de type II,.
Incluse dans celle-ci, une zone plus restreinte limitée à trois communes, le coteau du Raysse, est une ZNIEFF de type I,.

### Personnalités liées à la commune
Michel Hyot est né à Montagnac-d'Auberoche le 14 décembre 1769 et décédé le 31 octobre 1836 dans la même commune. Enrôlé volontaire dès 1792, il est premier canonnier au 5e Régiment d’Artillerie à pied et s'illustre brillamment le 22 mai 1809 à la bataille d'Essling. Félicité par l'Empereur, il en est récompensé d'une rente annuelle et perpétuelle par primogéniture mâle de 500 francs.

### Héraldique
| Blason de Montagnac-d'Auberoche | Blason  | De gueules au chevron d'or accompagné en chef dextre d'une croisette ancrée d'argent, en chef senestre d'un faucon du même, becqué, armé et couronné d'or et en pointe d'un lion couronné du même. |
| Blason de Montagnac-d'Auberoche | Détails | Le statut officiel du blason reste à déterminer. |

## Pour approfondir